# Il clan dei siciliani
Il clan dei siciliani (Le Clan des Siciliens) è un film del 1969 diretto da Henri Verneuil, tratto dall'omonimo romanzo di Auguste Le Breton e interpretato da Jean Gabin, Alain Delon e Lino Ventura.

## Trama
Un clan criminale guidato dal capofamiglia Vittorio Manalese, siciliano emigrato a Parigi, fa evadere il gangster Roger Sartet, che in carcere è entrato in possesso dello schema del sistema di sicurezza di una grande mostra di gioielli a Roma e ha proposto un colpo alla banda dei siciliani.
Vittorio chiede la collaborazione del vecchio amico, boss di Cosa nostra, Tony Nicosia, ma, constatata l'impossibilità di superare il sistema antifurto, questi ha l'idea di dirottare l'aereo che trasporterà i gioielli per trasferire la mostra a New York. Nel frattempo il commissario Le Goff è sulle tracce di Sartet, di cui si innamora Jeanne, la nuora di Manalese, ma i due vengono scoperti dalla famiglia.
Dopo la riuscita del colpo, i componenti più giovani del clan vengono arrestati ed è il patriarca ad eseguire la vendetta uccidendo i due amanti. Al ritorno Vittorio trova il commissario Le Goff ad attenderlo.

## Produzione
Alcune scene sono state girate a Parigi (città e aeroporto) e Roma, tra cui alcune all'interno e all'esterno della Galleria Borghese.

## Colonna sonora
La colonna sonora è di Ennio Morricone ed è stata pubblicata in vinile nel 1969 dall'etichetta 20th Century Fox Records. Comprende 11 tracce:
| A1 |  | Tema Italiano            | 3:35 |
| A2 |  | Snack Bar                | 2:23 |
| A3 |  | Mostra Dei Gioielli      | 2:48 |
| A4 |  | Dialogo N°1              | 3:15 |
| A5 |  | Jeanne E La Spiaggia     | 3:13 |
| B1 |  | Dialogo N°2              | 3:18 |
| B2 |  | Tema Per Le Goff         | 3:07 |
| B3 |  | Tema Per Nazzari E Delon | 2:19 |
| B4 |  | Tema Italiano            | 1:29 |
| B5 |  | I Francobolli            | 2:21 |
| B6 |  | Finale                   | 2:20 |

## Accoglienza

### Critica
(Leo Pestelli su La Stampa del 6 febbraio 1970)